# Hưng phấn tình dục

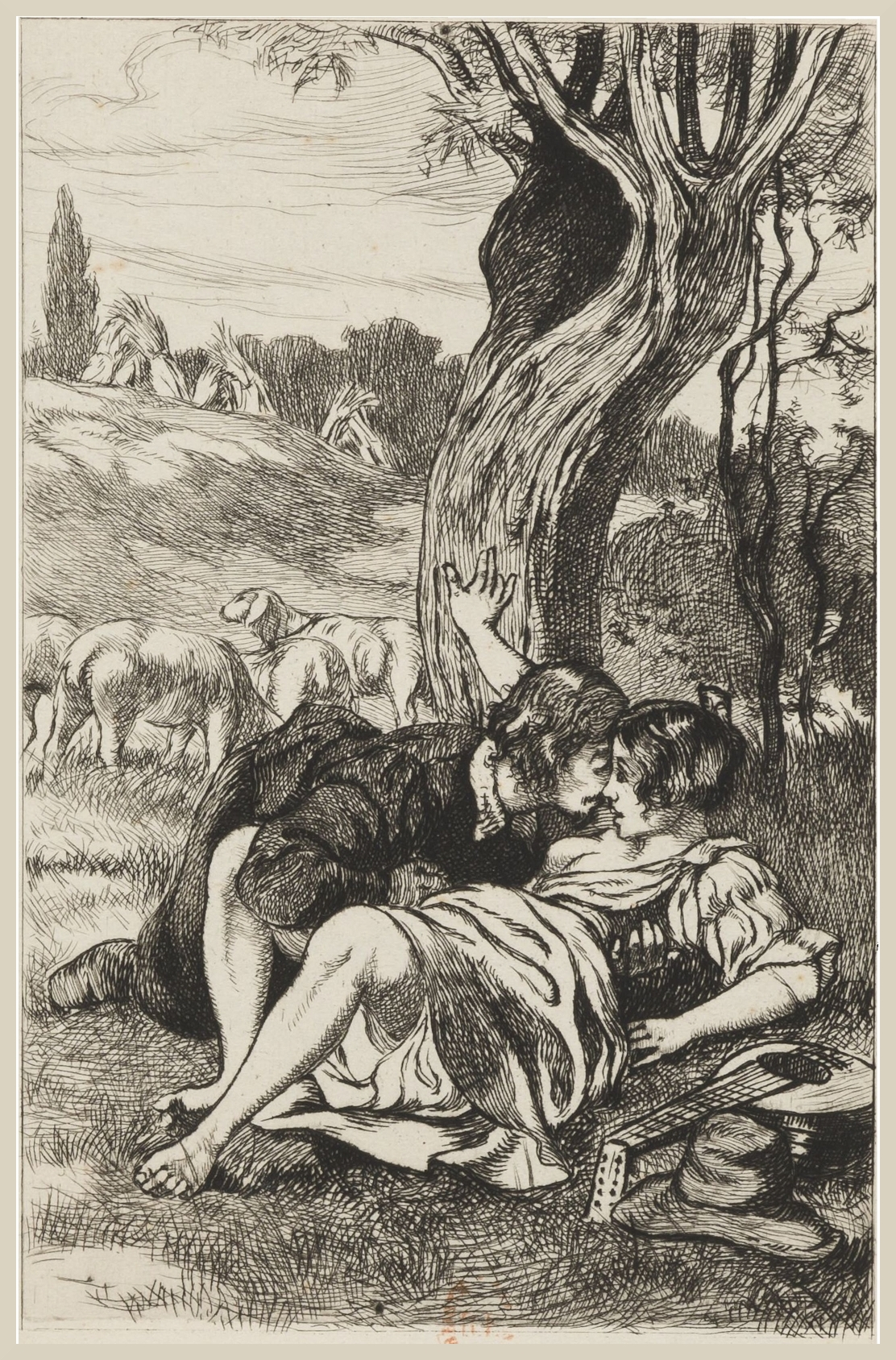
Tranh của Martin van Maële Francion 15

Hưng phấn tình dục (hay hứng tình, nứng) là sự kích thích ham muốn tình dục, trong khi hoặc do kết quả của các hoạt động tình dục. Một số phản ứng sinh lý xảy ra trong cơ thể và tâm trí khi chuẩn bị cho quan hệ tình dục và tiếp tục trong quá trình đó. Phản ứng ở cơ quan sinh dục không phải là những thay đổi duy nhất, nhưng đáng chú ý và cần thiết cho giao hợp thuận tiện và thoải mái. Hưng phấn ở nam giới sẽ dẫn đến cương cứng, và ở nữ giới sẽ dẫn đến việc máu tràn vào các cơ ở các cơ quan sinh dục như núm vú, âm hộ, âm vật, thành âm đạo và dịch nhờn âm đạo được tiết ra. Kích thích tinh thần và kích thích vật lý như cảm ứng, và sự biến động nội tiết của hormone, có thể ảnh hưởng đến hưng phấn tình dục.
Hưng phấn tình dục có nhiều giai đoạn và có thể không dẫn đến bất kỳ hoạt động tình dục thực tế nào, ngoài sự kích động tinh thần và những thay đổi sinh lý đi kèm với nó. Nếu áp dụng đủ kích thích tình dục, sự hưng phấn tình dục ở người đạt đến đỉnh điểm là cực khoái. Hưng phấn tình dục cũng có thể là một mục đích tối hậu, ngay cả khi không có cực khoái đi kèm.

## Kích thích gợi tình
Tùy thuộc vào tình hình, một người có thể được kích thích tình dục bởi nhiều yếu tố, cả về thể chất lẫn tinh thần. Một người có thể bị kích thích tình dục vì một người khác hoặc bởi các khía cạnh cụ thể của người đó, hoặc bởi một đối tượng không phải con người. Sự kích thích vật lý chào đón của một vùng kích thích tình dục hoặc các hành vi khởi động tình dục có thể dẫn đến hứng tình, đặc biệt là nếu nó được đi kèm với dự đoán rằng hoạt động tình dục sắp xảy ra. Kích thích tình dục có thể được hỗ trợ bởi một khung cảnh lãng mạn, âm nhạc hoặc khung cảnh nhẹ nhàng khác. Các kích thích tiềm năng tạo ra hưng phấn tình dục là khác nhau tùy theo từng cá nhân, từng thời điểm, và tạo ra các mức độ hưng phấn khác nhau.
Kích thích có thể được phân loại theo ý nghĩa liên quan: xúc giác, thị giác, và khứu giác. Kích thích thính giác cũng có thể xảy ra, mặc dù chúng thường được coi là thứ yếu so với 3 giác quan trên. Kích thích tình dục có thể dẫn đến hưng phấn tình dục có thể bao gồm nói chuyện, đọc, xem phim hoặc hình ảnh, hoặc mùi hoặc bối cảnh, bất kỳ trong số đó có thể tạo ra những suy nghĩ và kỷ niệm khiêu dâm cho một cá nhân. Với bối cảnh phù hợp, những điều này có thể dẫn đến ham muốn tiếp xúc cơ thể, bao gồm hôn nhau, ôm ấp, và sờ mó các vùng kích dục. Điều này có thể làm cho người đó mong muốn kích thích tình dục trực tiếp ở bầu vú, núm vú, mông và/hoặc cơ quan sinh dục, và hành vi tình dục sau đó.
Kích thích khiêu dâm có thể bắt nguồn từ một nguồn không liên quan đến đối tượng quan tâm tình dục tiếp theo. Ví dụ: nhiều người có thể coi các hình ảnh khỏa thân, truyện sex hoặc hình ảnh khiêu dâm tạo ra hưng phấn tình dục. Điều này có thể tạo ra một mối quan tâm tình dục chung được thỏa mãn bằng hoạt động tình dục. Khi kích thích tình dục đạt được bằng cách hoặc phụ thuộc vào việc sử dụng các đồ vật, nó được gọi là ái vật, hoặc trong một số trường hợp được gọi là lệch lạc tình dục.
Có một niềm tin phổ biến rằng phụ nữ cần nhiều thời gian hơn nam giới để đạt được hưng phấn. Tuy nhiên, nghiên cứu khoa học gần đây đã chỉ ra rằng không có sự khác biệt đáng kể về thời gian nam giới và phụ nữ cần để trở nên hưng phấn tối đa. Các nhà khoa học từ Trung tâm y tế Đại học McGill ở Montreal (Canada) sử dụng phương pháp chụp ảnh nhiệt để ghi lại sự thay đổi nhiệt độ ban đầu trong vùng sinh dục để xác định thời gian cần thiết cho hưng phấn tình dục. Các nhà nghiên cứu đã nghiên cứu thời gian cần thiết cho một cá nhân để đạt đến đỉnh cao của kích thích tình dục trong khi xem phim hoặc hình ảnh tình dục rõ ràng và đi đến kết luận rằng phụ nữ và nam giới trung bình có cùng thời gian để đạt tới hưng phấn tình dục - khoảng 10 phút. Thời gian cần thiết cho màn dạo đầu tình dục là mang tính cá nhân và thay đổi từ lần này sang lần khác tùy thuộc vào nhiều yếu tố.
Không giống như nhiều động vật khác, con người không có mùa sinh sản, và cả hai giới đều có khả năng hưng phấn tình dục trong suốt cả năm.